# Vahot Imre

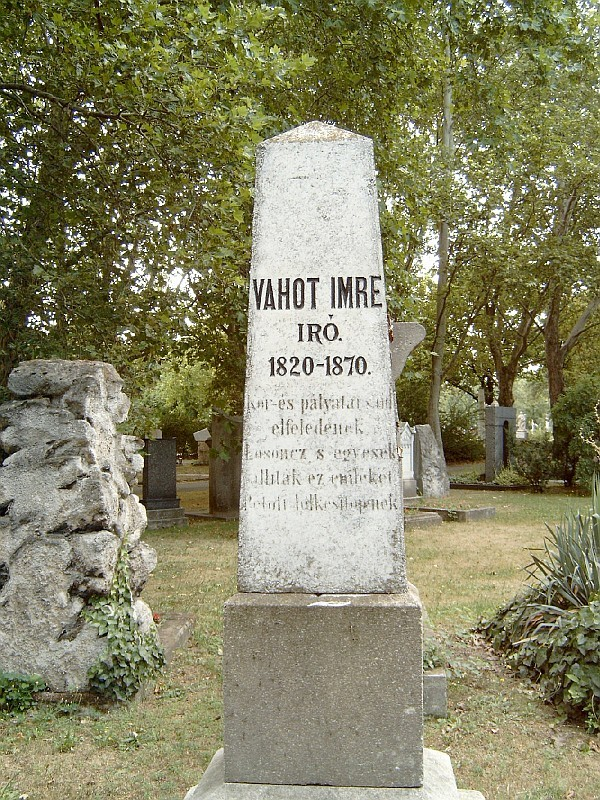
Vahot Imre sírja Budapesten. Kerepesi temető: 34/1-1-24.

Vachottfalvi Vahot Imre (született: Vachott) (Gyöngyös, 1820. február 25. – Budapest, Budaújlak, 1879. február 21.) magyar ügyvéd, színműíró, lapszerkesztő.

## Életpályája
Apja Vachott Imre, az Eszterházy hercegi uradalom ügyésze volt, édesanyja Hercsúth Janka. A gyöngyösi katolikus iskolában nyerte első kiképeztetését, 1831-től Eperjesen járt iskolába. 1836-ban az eperjesi evangélikus iskolájában az iskolai nyelvművelő társaság jegyzőjévé választották, mint jogász az elöljáróság felhívására a magyar nyelv- és irodalomból tartott felolvasásokat. Ekkor lépett fel az irodalomban is először, különösen a Rajzolatokban (1837) jelent meg több műve. Lovassy László és társai bebörtönzése ellen tiltakozó fáklyásmenetet szervezett, emiatt rövid időre börtönre ítélték. 1838-ban Pestre költözött és jogot tanult. Ekkor írta meg „Zách nemzetség” című tragédiáját, melyet a cenzúra csak később engedett megjelentetni. 1839-ben egészsége helyreállítása céljából Graefenbergbe utazott, ahol a vízgyógymódot fél évig használván, Priesnitz- és graefenbergi gyógymódról könyvet írt, melyből egyes töredékek meg is jelentek. Ausztriában, Csehországban és Poroszországban utazott, hosszabb időt töltött Bécsben, ahol Henszlmann Imre serkentésére a birodalmi főváros műkincseit tanulmányozta. 1840-ben visszajött Pestre, és mindenhol kifejtette lesújtó magánvéleményét az operáról mint műfajról, Erkel Ferenc Bátori Mária című műve kapcsán. 1841. március 19-én letette az ügyvédi vizsgáját.
Ezután egészen az irodalomnak szentelte magát. 1842–1843-ban kiadója volt az Országgyűlési Almanachnak. 1844-től szerkesztette a Regélő Pesti Divatlapot, melynek kiadását Pesti Divatlap címen folytatta 1844. július 6-tól 1848. június 25-ig. Felismerte Petőfi Sándor tehetségét, és egy évig segédszerkesztőként alkalmazta, később azonban szembefordult vele, sőt a szabadságharc idején – egy névtelen hírlapi cikkben – durván megtámadta. Számos irodalmi vitája volt, 1845-ben még párbajt is vívott a Honderű szerkesztőjével. E mellett 1846-ban Magyar föld és népei címmel folyóiratot adott ki.
1849 elején, mikor a császári sereg Budapestre bevonult, a többek közt Vahotot is elfogták, majd rövid időre bebörtönözték. Az 1856. év elején a Budapesti Visszhang mellé szegődött segédszerkesztőnek. 1857. január 11-től 1862. szeptember 30-ig a Napkelet című hetilapot szerkesztette.
Legnagyobb érdeme a nemzetiségünk érdekében kifejtett lankadatlan buzgalma és ő volt az, aki a közfigyelmet régi építészeti műemlékeink, népviseleteink iránt képben felébreszteni kezdte.
Mikszáth Kálmán Vahot Imrét úgy jellemezte, mint aki ritkán szól, fukar a beszéddel, csak néha-néha teszi bőbeszédűvé egy-egy kötekedő szó. Mikszáth írja: „Nagyon jellemző az, hogyha dicsekedni akart, mindig azt hozta föl: – Én neveltem fel Petőfi Sándort. Azért éltem én. Az az én dicsőségem. A sors engem választott ki eszközül arra. Petőfi sohasem lett volna az nélkülem, amivé lett.”

## Művei
- Még egy szózat a magyar színház ügyében. Pest, 1840
- Zách nemzetség, eredeti tört. szomorújáték 5 szakaszban. Buda, 1841
- Országgyűlési szállás. Vígjáték. Pest, 1844
- Restauráczió. Vígjáték. Buda, 1845 Online
- Még egy tisztújítás. Vígjáték Buda, 1845
- Éljen a honi! és Sorsjáték. Két egyfelvonásos vígjáték. Pest, 1845
- Szerelmi és házaséleti ismeretek tára (Conversations-Lexikon). Első füzet. 1845
- Költő és király. Vígjáték Mátyás korából; Beimel Ny., Pest, 1846
- A honvéd őrangyala. Regényes korrajz. 1850
- A magyar menekültek Törökországban. Ismeretlen adatok az 1849-ki emigratió történetéhez. 1850
- Losonczi Phönix. Történeti és szépirodalmi emlékkönyv, 1–3.; szerk. Vahot Imre; Vahot Imre, Pest, 1851–1852
- Ködfátyolképek. Pest, 1853. Három kötet
- Magyarország és Erdély képekben, 1–4. köt.; szerk. Kubinyi Ferenc, Vahot Imre; Emich Ny., Pest, 1853–1854; hasonmás: Kossuth, Bp., 2006
- Dalok a Huszárcsíny népszinműből. 1855
- Magyar írók pályakönyve; szerk. Vahot Imre; Gyurian Ny., Pest, 1856
- Vándorórák. Utazási kalauz Bécstől Triesztig… Padua, Verona, Bergamo, Milano, Monza, Como… 1859. Két kötet.
- Dalok a Bányarém című eredeti népregéből. 1860
- Magyar történelmi képcsarnok. A „Hunyady-ház diadalünnepe», „Mátyás az igazságos”, „Báthory István lengyel király bevonulása Krakkóba” és „Egervár hősi megvédése” című képek költői magyarázata. 1860
- Honvédek könyve : történelmi adat-tár az 1848-ki és 1849-ki magyar hadjáratból. Szerk. 1861
- Az 1862. londoni világkiállítás emlékkönyve. 1863
- A budai császárfürdő leírása. 1863.
- Napkeleti virágnyelv a legjelesebb magyar írók műveiből. 1863
- Lisznyay Kálmán élet- és jellemrajza. 1863
- A magyar nép testi, lelki bajai és szenvedései. 1864
- Budapesti Kalauz. 1864
- Magyar honvéd, vagy Budavár bevétele 1849-ben. 1870
- Gróf Batthyány Lajos, az 1. magyar ministerelnök élet- és jellemrajza; kiad. Vahot Gyula; Kunosy-Réthy Ny., Bp., 1873
- Vahot Imre és Petőfi Sándor emlékezete, 1–2. köt.; összeáll. Vahot Gyula; Kocsi Ny., Bp., 1880
- Petőfi Sándor élete és művei. uo., 1884
- Levelei Egressy Gáborhoz 1856–1860. In. Irodalomtörténeti Közlemények 1903
- Pesti Divatlap; szerk. Vachot Imre, vál., utószó Rigó Béla; Minerva, Bp., 1974
- Vahot Imre válogatott színházi írásai, 1840–1848; hasonmás kiad.; vál., utószó, jegyz. Szigethy Gábor; MSZI, Bp., 1981 (Színháztörténeti könyvtár)
- Magyar táj- és életképek. Vallomások, tanulmányok és útirajzok; vál., szerk., szöveggond. Fülöp Lajos és Lisztóczky László; Pallas, Gyöngyös, 2006
- A néma-barátok emlékei Majkon; in: Majk, remeteség és posztógyár; szerk. Forgács József; Forgács József, Oroszlány, 2010 (Vértesi legendák)